# Między innymi makabra
Między innymi makabra – zbiór opowiadań satyrycznych autorstwa Jacka Sawaszkiewicza. Zbiór ukazał się nakładem wydawnictwa Glob ze Szczecina w 1985 r. ISBN 83-7007-054-X

## Zawartość
- Jedno ze wspomnień
- Jak pisałem bajkę
- Zadra
- Wujaszek
- Noc
- Seans
- Wiosna
- Reinkarnacja
- Efekt zebrania dojrzałych mężczyzn
- Robot absolutnie doskonały
- Akord
- Znowu wrzucił samochód
- Lody
- Przytaknięcie
- Szczeniak
- Cudownego bytowania, panie Glanert!
- Siedem minut
- Koniec sezonu
- Przetwórnia
- Incydent w trakcie kongresu
- List
- Przyjaciel
- Telefon
- Skarb
- Odpowiedź
- Ogród botaniczny
- Brzydactwo
- Każdemu może się zdarzyć
- Hydraulia
- Errata